# Alicia de Larrocha

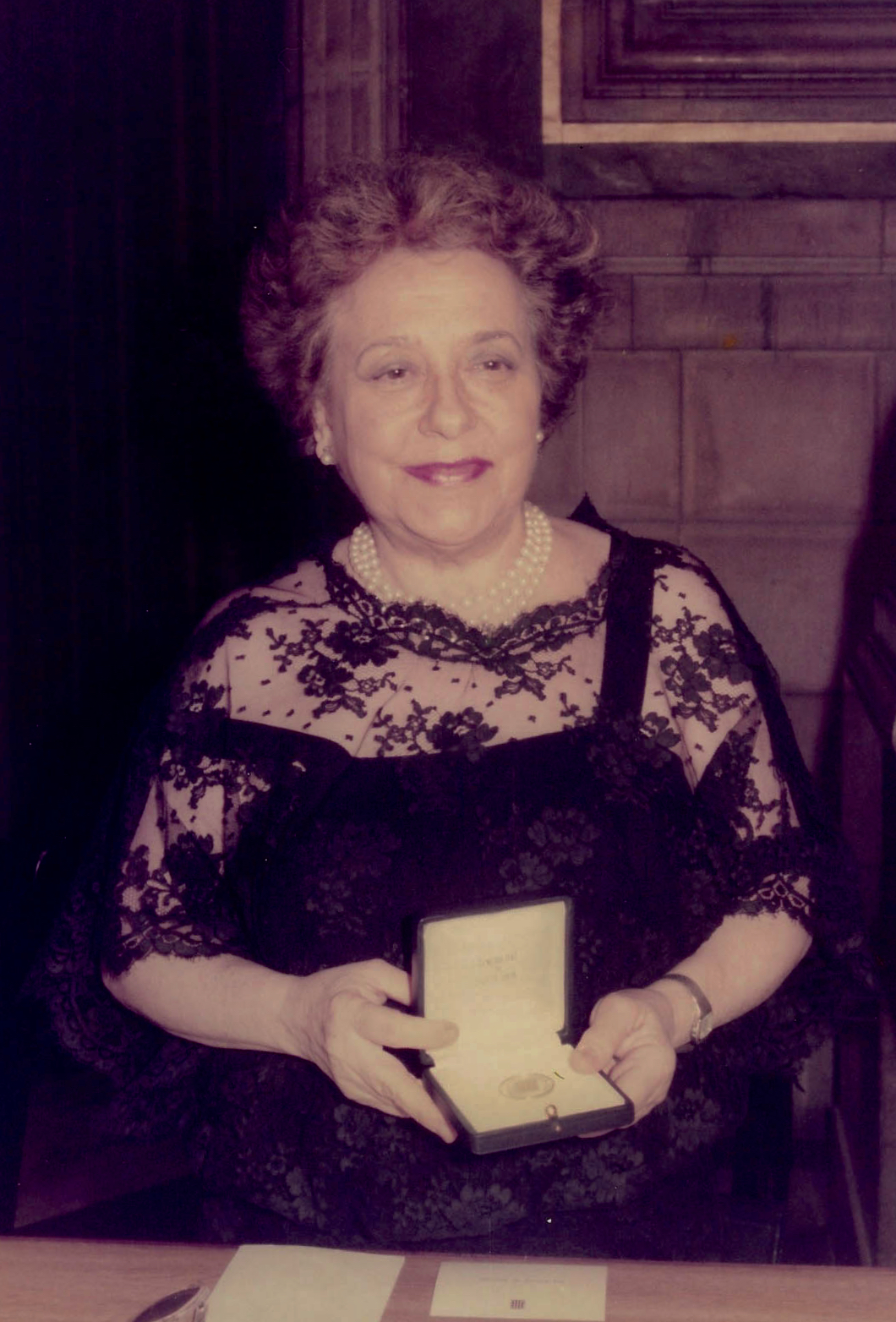
Alicia de Larrocha (1983)

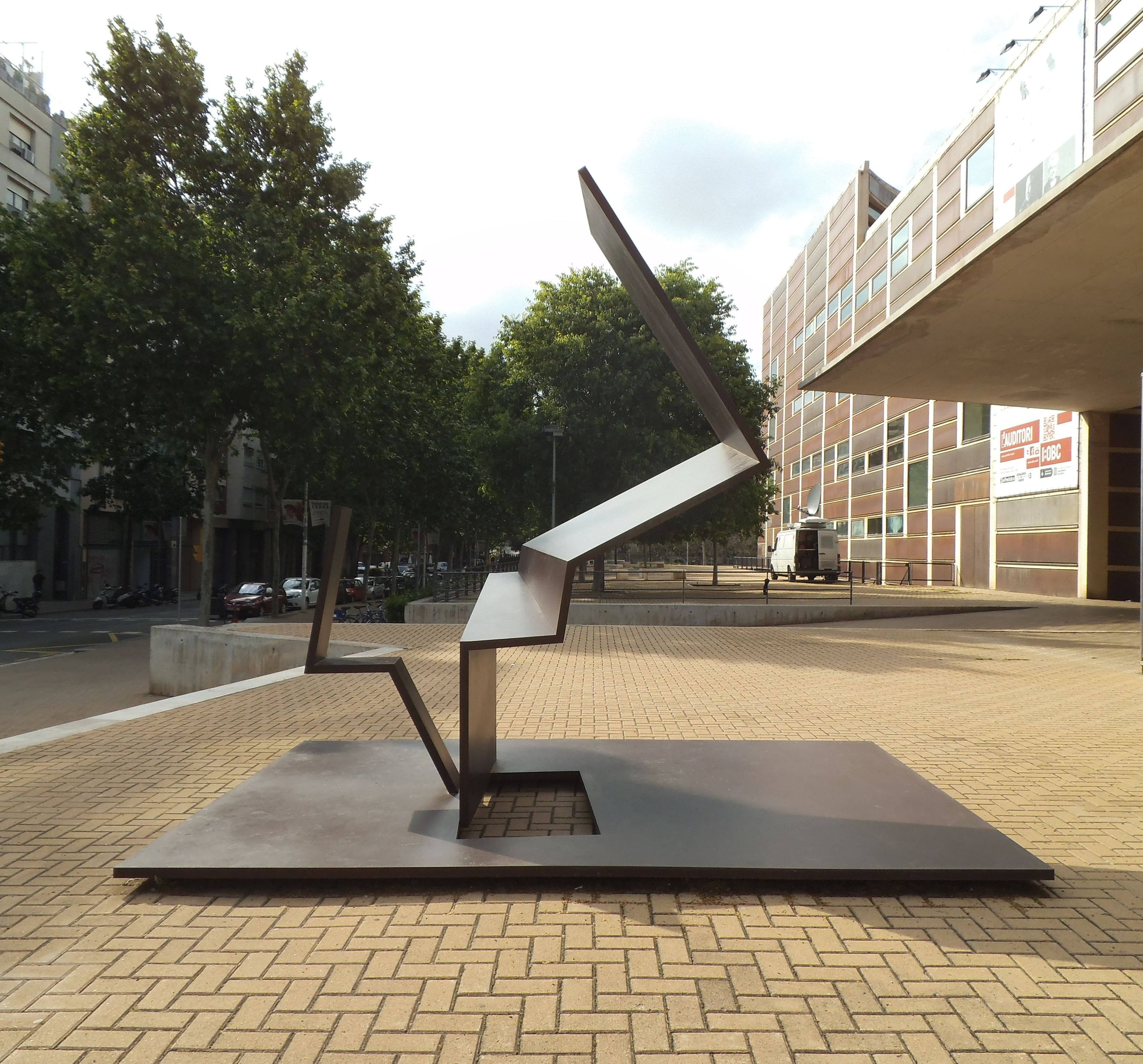
Monument ter ere van Alicia de Larrocha en Isaac Albéniz in Barcelona

Alicia de Larrocha y de la Calle (Barcelona, 23 mei 1923 - Barcelona, 25 september 2009) was een Spaanse pianiste. Zij is met name bekend door uitvoeringen en opnames van werk van Mozart en Schumann, en van Spaanse componisten als Soler, Albéniz, Granados en Mompou. Haar werk werd meerdere malen bekroond.

## Biografie
De Larrocha volgde vanaf haar derde jaar pianoles bij Frank Marshall. Toen zij zes jaar was, trad zij voor het eerst op in het openbaar, tijdens de wereldtentoonstelling van 1929 in Barcelona en vijf jaar later volgde haar debuut met een orkest. Vanaf 1947 begon zij met internationale tournees en werd een der meest succesrijke pianisten van haar generatie.
Zij trad op met de belangrijkste orkesten van Europa en de Verenigde Staten, Latijns-Amerika, Japan en Zuid-Azië met de dirigenten Simon Rattle, Rafael Frühbeck de Burgos, Giuseppe Sinopoli en Kent Nagano. Zij begeleidde de zangeressen Victoria de los Ángeles en Montserrat Caballé, speelde samen met het "Guarneri Strijkkwartet" en het "Strijkkwartet van Tokio" en speelde met Francis Poulenc diens concert voor twee piano's. Frederic Mompou, die met haar bevriend was, droeg verschillende werken aan haar op.
Naast het klassieke repertoire (vooral Mozart en Schumann) nam zij vooral werk op van Spaanse componisten (onder meer Pater Antonio Soler en het volledige pianowerk van Isaac Albéniz en Enrique Granados) en eigentijdse componisten. Zij kreeg drie Grammy's, tweemaal de Grand Prix du Disque en de Duitse prijs van de kritiek. Verder kreeg zij in 1985 Premio Nacional de Música en in 1994 de Premio Príncipe de Asturias de las Artes.